# Zhu Xi
Zhu Xi (朱熹S, Zhū XīP, Chu HsiW; Contea di Youxi, Sanming, 18 ottobre 1130 – 23 aprile 1200) è stato un filosofo cinese.

## Biografia
Zhu Xi fu un filosofo di ispirazione confuciana, divenne una figura guida della Scuola dei principi e il razionalista più influente del neoconfucianesimo in Cina durante la dinastia Song. Contribuì allo sviluppo della filosofia cinese, alla codifica del canone confuciano, all'investigazione delle cose (gewu), e alla sintesi di tutti i concetti fondamentali del confucianesimo.
Nacque in una famiglia di burocrati, alternò momenti di studio svolti in condizioni solitarie a periodi di vita pubblica. Uomo di grande cultura oltreché filologo importante, si dedicò anche all'attività di storico.
Zhu Xi e i suoi studenti codificarono quello che oggi è considerato il canone confucianista dei Classici cinesi:
I Quattro libri:
- I Dialoghi di Confucio
- Il Mencio
- Il Grande Studio
- L'Invariabile Mezzo (Zhong Yong)

I Cinque classici:
- Il Classico dei versi (Shi Jing)
- Il Classico della storia (Shu Jing)
- Il Classico dei mutamenti (Yi Jing)
- Il Libro dei riti
- Gli Annali delle primavere e degli autunni

Zhu Xi ha scritto numerosi commentari di questi classici. Queste opere ed i suoi insegnamenti erano considerati non ortodossi e pertanto non furono diffusi durante la vita del loro autore.